# Mlynčeky
Mlynčeky (allemand : Mühlerchen ) est un village de Slovaquie situé dans la région de Prešov, au nord de la Slovaquie. Située à environ 6 km au nord-est de Kežmarok, elle s’étend sur une superficie de 7,8 km² et se trouve à une altitude de 680 mètres.

## Histoire
Première mention écrite du village en 1896. À la fin du XVIIIe siècle, seul un moulin appartenant à la ville de Kežmarok était présent sur le site actuel du village. Par la suite, une auberge fut construite, attirant progressivement des habitants, notamment des colons venus de Ždiar au XIXe siècle. En 1881, un établissement de soins y fut fondé. Le hameau obtint le statut de commune indépendante en 1956, après avoir été administrativement rattaché à Kežmarok.

## Démographie

### Évolution de la population
| Année:               | 1994. | 2004.    | 2014.   | 2024.   |
| -------------------- | ----- | -------- | ------- | ------- |
| Nombre de personnes: | 535   | 620      | 657     | 710     |
| Différence:          |       | +15,88 % | +5,96 % | +8,06 % |

| Année:               | 2023. | 2024.   |
| -------------------- | ----- | ------- |
| Nombre de personnes: | 706   | 710     |
| Différence:          |       | +0,56 % |

## Géographie
Le village est situé dans le bassin de Podtatranská kotlina, au pied des Hautes Tatras, le long du ruisseau Kežmarská Biela voda, un affluent de la rivière Poprad. Cette situation géographique offre à Mlynčeky un environnement naturel attrayant, propice aux activités de plein air et au tourisme rural.

## Démographie
La population de Mlynčeky a connu une croissance notable au cours des dernières décennies. En 1975, le village comptait 378 habitants, chiffre qui est passé à 1 072 en 2015 (soit une augmentation de 180%). En 2025, la population est estimée à 706 habitants.

## Patrimoine et culture
Le principal édifice religieux de Mlynčeky est l’église Saint-Jean-Baptiste (Kostol sv. Jána Krstiteľa), construite en 1970 . Bien que le village ne dispose pas de monuments historiques majeurs, il conserve un caractère rural typique de la région de Spiš, avec des traditions locales et un cadre naturel préservé.

## Economie et Infrastructures
L'économie du village repose majoritairement sur l'agriculture et l'élevage. La proximité de Kežmarok et des Hautes Tatras permet aux habitants de bénéficier d’opportunités d’emploi dans les secteurs du tourisme, des services et de l’artisanat. Le village est doté d’infrastructures de base, notamment une mairie, une église et des logements, tandis que Kežmarok  (accessible à quelques minutes en voiture) tient les services éducatifs, médicaux et commerciaux.